# 羅靜如

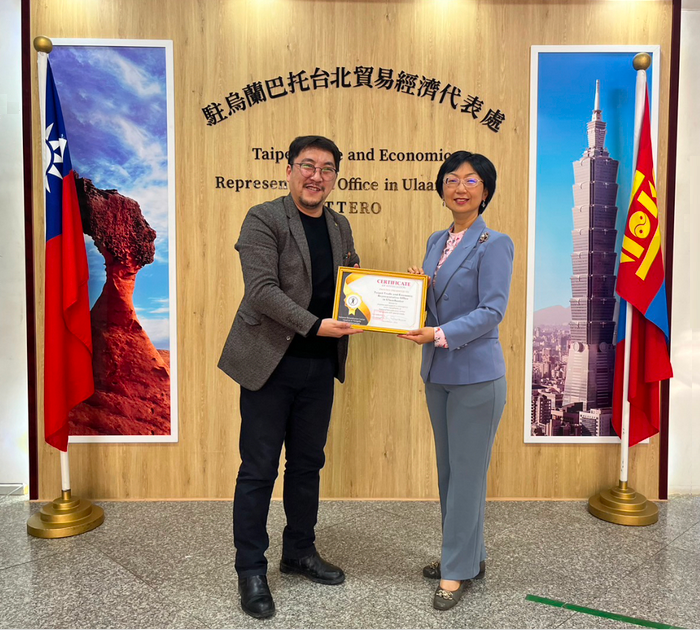
2022年12月，駐蒙古國代表羅靜如與訪客合影於駐蒙古國代表處前。

羅靜如（1969年—），中華民國外交官。畢業於國立成功大學交通管理科學系學士、哈佛大學公共管理研究所碩士，曾任駐印尼台北經濟貿易代表處行政組長、外交部亞西及非洲司副司長、駐烏蘭巴托臺北貿易經濟代表處公使銜代表等職務，現任臺北莫斯科經濟文化協調委員會駐莫斯科代表處公使銜代表。

## 職業生涯
羅靜如在擔任外交部亞西及非洲司副司長期間，對於奈及利亞要求中華民國代表團更名與遷址、俄羅斯世界盃足球賽期間，申請「球迷證（Fan ID）」的官方網站中，台灣後面被加註中國「Taiwan (China)」，以及中華人民共和國公布對台26條措施，其中「台灣同胞可在中華人民共和國駐外使領館尋求領事保護與協助，申請旅行證件」等問題發表看法。